# 정운갑
정운갑(鄭雲甲, 1913년 5월 31일 ~ 1985년 12월 27일)은 일제강점기, 대한민국의 관료, 정치인이다. 제5대 총무처장, 제13대 내무부 차관, 제13대 농림부 장관을 역임하였으며, 이후 5선 국회의원으로 제4·7·8·9·10대 국회의원을 지냈다. 본관은 연일이며, 충청북도 진천군 출신이다. 후손으로는 정지택, 정우택 등이 있다.

## 학력
- 진천공립보통학교 졸업[2]
- 경성제일고등보통학교 졸업
- 1936년: 경성제국대학 법학 학사
- 1956년: 국방대학교 행정학 1기 학사

## 경력
- 1943년: 일본 고등시험 행정과 합격[3]
- 1951년: 총무처 경제국장
- 1954년: 총무처장
- 1955년 4월: 내무부 차관
- 1955년 11월: 농림부 장관
- 1958년: 제4대 민의원(충청북도 진천군, 자유당)
- 7·8·9·10대 국회의원(신민당)
- 신민당 운영위원·기획위원·정책위원·재무위원회 위원장
- UN총회 한국대표
- 신민당 서울제3지구(성동·강남)당 위원장
- 신민당 정무위원·정책심의회 의장

## 역대 선거 결과
|  | 61.77% |

|  | 46.44% |

|  | 22.66% |

|  | 32.7% |

|  | 62.52% |

|  | 28.10% |

|  | 50.88% |

## 소속 정당
| 소속 정당 | 소속 정당 | 소속 기간 | 비고                     |
| --------- | --------- | --------- | ------------------------ |
|           | 자유당    | 1958~1960 | 정계 입문                |
|           | 무소속    | 1960      | 정당 해산                |
|           | 신민당    | 1960~1961 | 창당                     |
|           | 무소속    | 1961~1963 | 정당 해산                |
|           | 국민의당  | 1963~1964 | 창당                     |
|           | 민주당    | 1964~1965 | 합당                     |
|           | 민중당    | 1965~1967 | 합당                     |
|           | 신민당    | 1967~1969 | 합당                     |
|           | 무소속    | 1969      | 자진 정당 해산           |
|           | 신민당    | 1969~1980 | 정당 재등록              |
|           | 무소속    | 1980~1985 | 정당 해산 정계 은퇴 사망 |

## 같이 보기
- 진천군 (선거구)
- 진천군의 국회의원
- 대한민국 제7대 국회의원 선거 신민당 후보 목록#전국구
- 성동구 병 (1971년 선거구)
- 서울 성동구의 국회의원
- 성동구 (1973년 선거구)
- 강남구 (선거구)
- 서울 강남구의 국회의원
- 대한민국의 행정안전부 차관
- 대한민국의 총무처장
- 대한민국의 농림축산식품부 장관